# Naves (Corrèze)
Naves – miejscowość i gmina we Francji, w regionie Nowa Akwitania, w departamencie Corrèze.
Według danych na rok 1990 gminę zamieszkiwało 2187 osób, a gęstość zaludnienia wynosiła 61 osób/km² (wśród 747 gmin Limousin Naves plasuje się na 43. miejscu pod względem liczby ludności, natomiast pod względem powierzchni na miejscu 113.).